# Julie Young
Julie Young née le 7 avril 1966, est une coureuse cycliste professionnelle américaine.

## Palmarès sur route
- 1992
  - Tour de l'Aude
- 1993
  - 3e de la Nevada City Classic
- 1994
  - 4e étape de l'Etoile Vosgienne
  - 2e de la Liberty Classic
  - 3e de l'Omloop van 't Molenheike
- 1995
  - 2e étape de la Valley of the Sun Stage Race
  - 3e du championnat des États-Unis sur route
- 1999
  - 2e du championnat des États-Unis sur route
- 2000
  - 2e de la Nevada City Classic